# Admiral Ushakov (474)
O Admiral Ushakov (Адмирал Ушаков), é o último contratorpedeiro que compõe a Classe Sovremenni. O navio foi comissionado em 30 de dezembro de 1993, e se encontra no serviço ativo na frota do Norte.

## Características gerais

### Comando e controle

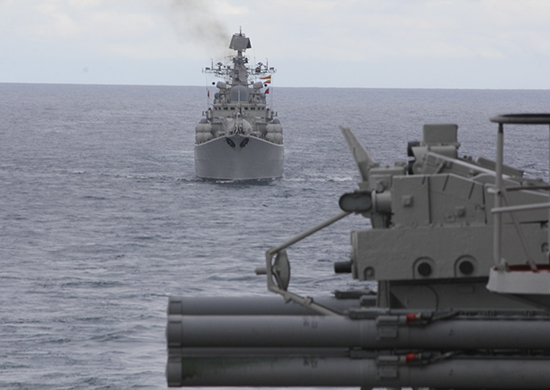
O Almirante Ushakov no Mar de Barents durante exercícios em junho de 2021.

Os sistemas de combate do navio podem usar dados de designação de destino a partir de sensores ativos e passivos do navio, de outros navios da frota, a partir de aviões de vigilância ou através de um link de comunicação de helicóptero do navio. A suíte de defesa multi-canal é capaz de atingir vários alvos simultaneamente.